# Yengisogat
Yengisogat lub Wesm – pasmo górskie w zachodnich Chinach wchodzące w skład Karakorum. Znajduje się na północ od pasma Baltoro Muztagh, gdzie znajdują się jedyne w Karakorum ośmiotysięczniki. Najwyższym szczytem Yengisogat jest Crown Peak (inaczej Huangguan Feng), który osiąga wysokość 7265 m (niektóre źródła podają wysokość jako 7295 m).